# ISO 3166-2:ZM
ISO 3166-2:ZM est l'entrée pour la Zambie dans l'ISO 3166-2, qui fait partie du standard ISO 3166, publié par l'Organisation internationale de normalisation (ISO), et qui définit des codes pour les noms des principales administration territoriales (e.g. provinces ou États fédérés) pour tous les pays ayant un code ISO 3166-1.

## Provinces (10)
Les noms des subdivisions sont listés selon l'usage de la norme ISO 3166-2, publiée par l'agence de maintenance de l'ISO 3166 (ISO 3166/MA).
```
ZM-02
 
Central

ZM-08
 
Copperbelt

ZM-03
 
Eastern

ZM-04
 
Luapula

ZM-09
 
Lusaka

ZM-10
 
Muchinga

ZM-06
 
North-Western

ZM-05
 
Northern

ZM-07
 
Southern

ZM-01
 
Western
```

Historique des changements
- 3 novembre 2014 : Ajout d'une province ZM-10; mise à jour de la Liste Source et Code Source
- 27 novembre 2015 : Mise à jour de la Liste Source et Code Source